# Irena Laskowska
Irena Laskowska (Piotrowice, 1925. március 15. – Varsó, 2019. december 6.) lengyel színésznő.

## Filmjei
- Acélszívek (Stalowe serca) (1948)
- Ostatni dzień lata (1958)
- Keresztesek (Krzyżacy) (1960)
- Gengszterek és filantrópok (Gangsterzy i filantropi) (1963)
- Szaltó (Salto) (1965)
- Végzetes lépés (Kontrybucja) (1967)
- Minden eladó (Wszystko na sprzedaż) (1969)
- Egy férfi kétszobás lakással (Człowiek z M-3) (1968)
- Légyfogó (Polowanie na muchy) (1969)
- Emlékezz a nevedre! (Pomni imya svoye) (1974)
- A vád (Linia) (1975)
- Dom moich synów (1975, tv-film)
- Diagnózis (Doktor Judym) (1975)
- A márványember (Człowiek z marmuru) (1977)
- Lengyel utak (Polskie drogi) (1976–1977, tv-sorozat, két epizódban)
- Nie zaznasz spokoju (1978)
- Godzina „W” (1980, tv-film)
- Az ördöghegyi gazda (Gazda z Diabelnej) (1980, tv-sorozat, két epizódban)
- Białe tango (1981, tv-film)
- Kakukk a sötét erdőben (Kukacka v temném lese) (1985)
- Oh, Karol (Och, Karol) (1985)
- Rzeka kłamstwa (1987)
- Obywatel Piszczyk (1988)
- Bliskie spotkania z wesołym diabłem (1989)
- Przyjaciele wesołego diabła (1989)
- Ostatni dzwonek (1989)
- Pornográfia (Pornografia) (2003)